# Van Gelder (geslacht)
Van Gelder (ook: Smidt van Gelder) is een van oorsprong Nederlands geslacht dat vooral bekend is geworden van de papierfabrieken en waarvan een lid in 1954 werd verheven in de Belgische adel.

## Geschiedenis
De bewezen stamreeks begint met Berend van Gelder die omstreeks 1600 werd geboren. Zijn achterkleinzoon, Arend (1709-1772) was eerst koopman in Amsterdam maar vestigde zich later in Zaandam. Een kleinzoon van de laatste, Pieter (1762-1842) was vanaf 1783 papierfabrikant, vanaf 1803 als lid van de firma Van Gelder, Schouten & Co.
De familie werd in 1918 opgenomen in het genealogische naslagwerk Nederland's Patriciaat.
De kunstverzamelaar en oprichter van Museum Ridder Smidt van Gelder, Pieter Smidt van Gelder (1878-1956), werd in 1954 verheven in de Belgische adel en ontving de persoonlijke titel van ridder.

## Enkele telgen
Arend van Gelder (1709-1772), koopman te Amsterdam, later te Zaandam
- ds. Hendrik van Gelder (1736-1808), predikant van de Doopsgezinde gemeente; trouwde in 1760 met Maria Smidt (1736-1772)
  - Pieter van Gelder (later: Smidt van Gelder) (1762-1842), papierfabrikant te Wormerveer, eerst als lid van de firma M. Schouten & Co 1783-1803, dan als lid van de firma van Gelder, Schouten & Co 1803-30, schepen der banne van Westzaanden, adjunct-maire te Wormerveer 1811 en 1812; trouwde in 1783 met Dieuwertje Schouten (1760-1827), dochter van papierfabrikant Maarten Jansz. Schouten
    - Martinus van Gelder (1787-1867), papierfabrikant te Wormerveer, lid van de firma van Gelder, Schouten & Co 1816-55, daarna van de firma van Gelder Zonen 1855-67
      - Pieter Smidt van Gelder (1819-1914), papierfabrikant te Wormerveer, lid van de firma van Gelder Zonen
      - Gerardus Martinus van Gelder (1829-1878), boekhandelaar en muziekmeester
        - Martinus van Gelder (1854-1941), musicus en componist, professor aan de Musical Academy te Philadelphia
        - Margaretha van Gelder (1857-1944); trouwde in 1883 met Gerrit Vis (1853-1887), viceconsul te St. Paul; trouwde in 1900 met Gerhard Paulus Hector Zahn (1861-1926), lid der firma J.L. Beijers te Utrecht, boekhandel-antiquariaat en uitgeverij
        - Maria Margaretha van Gelder (1861-1935), zanglerares
        - Pieter van Gelder (1864-), decoratieschilder

    - Hendrik van Gelder (1788-1860), papierfabrikant, lid van de firma van Gelder, Schouten & Co 1816-45
      - Pieter Hendrik van Gelder (1822-1883), papierfabrikant, lid van de firma van Gelder Zonen 1845-83
        - Agatha Diderica Elisabeth Laurentia van Gelder (1852-1933); trouwde in 1875 met Hendrik Jacob Versteeg (1842-1917), burgemeester van Zaandam en Schiedam, oud-lid gedeputeerde staten van Zuid-Holland

      - Gerrit Jacob van Gelder (1824-1894), lid der firma G. J. van Gelder, in granen en zaden te Wormerveer
        - prof. dr. Hendrik van Gelder (1860-1921), buitengewoon hoogleraar in de oude geschiedenis te Utrecht 1906, hoogleraar te Leiden sinds 1915

      - ds. Hendrik Arend van Gelder (1825-1899), doopsgezind predikant
        - dr. Hendrik Douwe van Gelder (1861-1935), lector in de leer- en instellingen van den Islam, de Perzische en Turkse talen aan de Hoge School te Leiden sinds 1890

    - Pieter van Gelder (1792-1868), papierfabrikant, lid van de firma van Gelder, Schouten & Co. 1816-45, burgemeester van Wormerveer 1844-52
      - Pieter Smidt van Gelder Pzn. (1821-1887), papierfabrikant, lid van de firma van Gelder Zonen, lid gemeenteraad van Amsterdam 1869-81
        - Eva Fockelina Smidt van Gelder (1845-1920); trouwde in 1875 Hendrik Jan Boelen (1844-1891), wijnhandelaar, lid van de firma Jacobus Boelen te Amsterdam
        - Amalia Christina Smidt van Gelder (1848-1944); trouwde in 1873 met Joan Gerard Kruimel (1845-1895), papierfabrikant, lid van de firma van Gelder Zonen 1875-1895
        - Pieter Smidt van Gelder (1851-1934), directeur Vereenigde Koninklijke Papierfabrieken der firma Van Gelder Zonen
          - Pieter ridder Smidt van Gelder (1878-1956), directeur Vereenigde Koninklijke Papierfabrieken der firma Van Gelder Zonen, kunstverzamelaar en mecenas, oprichter van Museum Ridder Smidt van Gelder, in 1949 genaturaliseerd tot Belg, verheven in de (erfelijke) Belgische adel op 15 oktober 1954 met de persoonlijke titel van ridder; trouwde in 1912 met Elisabeth Cecilia Jacoba Dólleman (1879-1955), lid van het geslacht Dólleman
          - Hendrik Smidt van Gelder (1884-1977), directeur Vereenigde Koninklijke Papierfabrieken der firma Van Gelder Zonen
            - mr. Hendrik Ernst Smidt van Gelder (1923-2011), directeur Koninklijke Papierfabriek Van Gelder Zonen N.V.

          - Dr. Joan Hendrik Smidt van Gelder (1887-1969), arts en directeur van het kinderziekenhuis te Arnhem, kunstverzamelaar van wie in de Tweede Wereldoorlog verscheidene schilderijen als roofkunst door de nazi's werden meegenomen, waaronder Het oestermaal van Jacob Ochtervelt en het Portret van Steven Wolters door Caspar Netscher
            - Charlotte Henriette Smidt van Gelder (1921), verkreeg in 2017 respectievelijk 2022 de van haar vader geroofde schilderijen van Ochtervelt en Netscher terug; trouwde in 1946 met prof. ir. Willem Cornelis Bischoff van Heemskerck (1921-1973), hoogleraar Vloeistofmechanica Technische Hogeschool te Delft en telg uit het geslacht Bischoff

      - Hendrik Enno van Gelder (1822-1875), houthandelaar te Amsterdam en Wormerveer, lid der firma H. E. van Gelder & Co
        - Jan Gerrit van Gelder (1850-1917), lid der firma H. E. van Gelder tot 1899, stoomhoutzagers en houthandelaren; trouwde in 1874 met Jeannette Agnes Beets (1852-1928) dochter van prof. dr. Nicolaas Beets (1814-1903)
          - dr. Hendrik Enno van Gelder (1876-1960), archivaris en museumdirecteur
            - prof. dr. Jan Gerrit van Gelder (1903-1980), kunsthistoricus, conservator Museum Boijmans van Beuningen te Rotterdam, hoogleraar kunstgeschiedenis te Utrecht (1946)
            - Dirk van Gelder (1907-1990), tekenaar, graficus en boekbandontwerper; trouwde in 1938 met Karen Mauve (1902-2001), zus van kunstenaar Thijs Mauve (1915-1996) en kleindochter van de kunstschilder Anton Mauve (1838-1888)

        - ir. Hendrik Enno van Gelder (1854-1926), directeur MTS
          - dr. Herman Arend Enno van Gelder (1889-1973), leraar geschiedenis
            - prof. dr. Hendrik Enno van Gelder (1916-1998), numismaticus, directeur van Het Koninklijk Penningkabinet, hoogleraar geldgeschiedenis en numismatiek

      - Debora Johanna van Gelder (1824-1872); trouwde in 1849 met Egbert Veen (1826-1875), bankier
        - Lambertus Jacobus Veen (1863-1919), oprichter van de uitgeverij L.J. Veen, uitgever van onder anderen de schrijver Louis Couperus (1863-1923); nadat hij in 1875 wees was geworden werd hij opgenomen in het gezin van zijn peetoom, naar wie hij vernoemd was, Lambertus Jacobus van Gelder (1831-1912) en diens vrouw Lubina Aurelia Endtz (1837-1912).

      - Lambertus Jacobus van Gelder (1831-1912), lid der firma H. E. van Gelder & Co., stoomhoutzagers en houthandelaren tot 1892
        - Titia van Gelder (1860-1940), voordrachtskunstenares; trouwde in 1892 met Jacobus van Looy (1855-1930), schrijver en kunstschilder
        - Eva Titia van Gelder (1867-1918); trouwde in 1891 met Johan Jacob Lambertus van Vlaanderen (1867-1936), kunstschilder
        - Henriette Johanna Catharina van Gelder (1870-1950); trouwde in 1892 met Ericus Gerhardus Verkade (1868-1927), directeur N.V. Verkade’s Fabrieken, lid gemeenteraad en wethouder van Zaandam, daarna directeur Nederlandse Gist- en Spiritusfabrieken te Delft, zoon van Ericus Gerhardus Verkade (1835-1907), oprichter van het bedrijf Verkade, tweelingbroer van Jan Verkade (1868-1946), kunstschilder, broer van Eduard Verkade (1878-1961), toneelregisseur, en zwager van Jan Voerman (1857-1941), kunstschilder